# Зассен-Трантов
Зассен-Трантов (нім. Sassen-Trantow) — громада в Німеччині, розташована в землі Мекленбург-Передня Померанія. Входить до складу району Передня Померанія-Грайфсвальд. Складова частина об'єднання громад Пенеталь/Лойц.
Площа — 45,22 км2. Населення становить 846 ос. (станом на 31 грудня 2020).

## Галерея

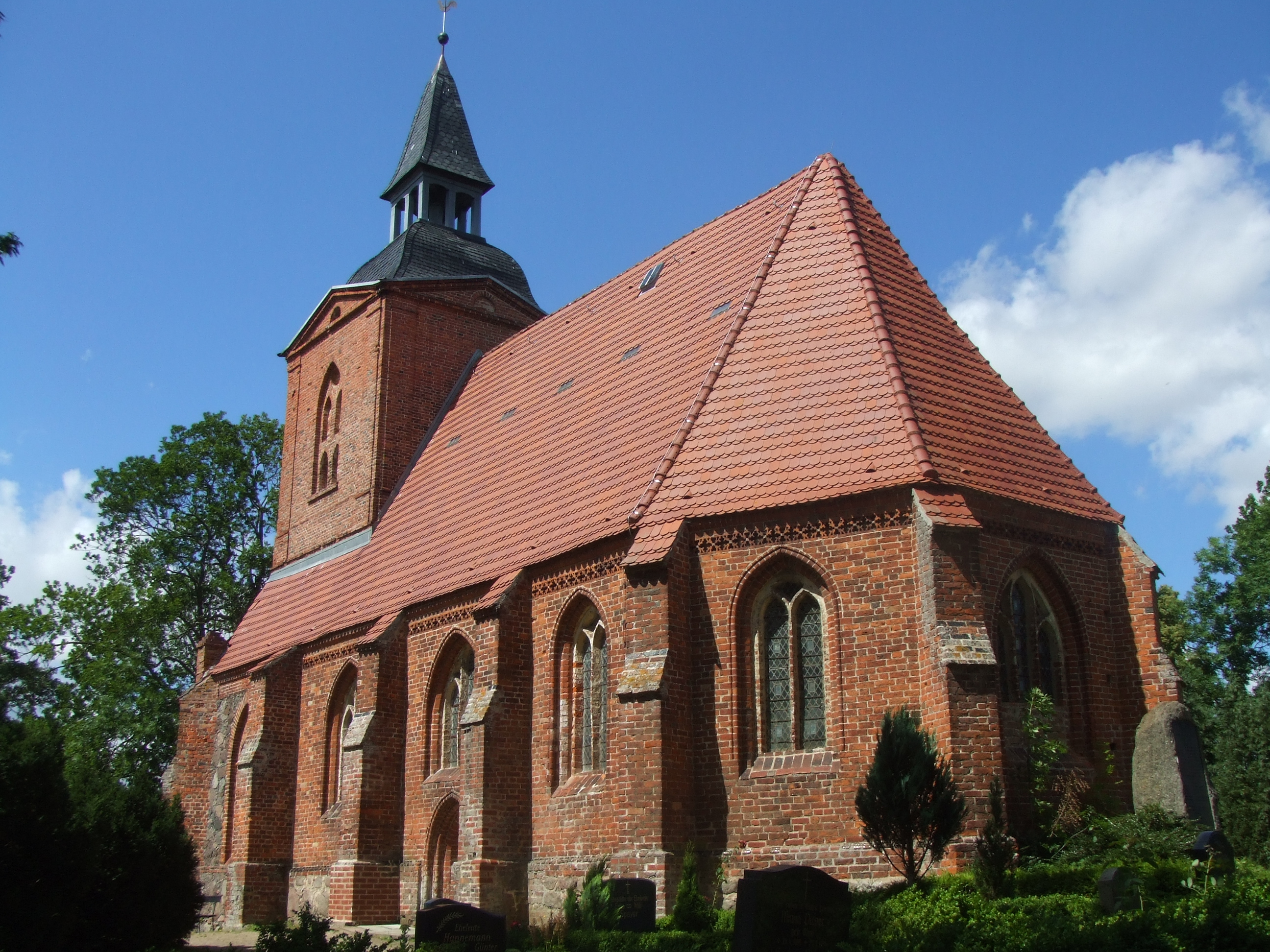
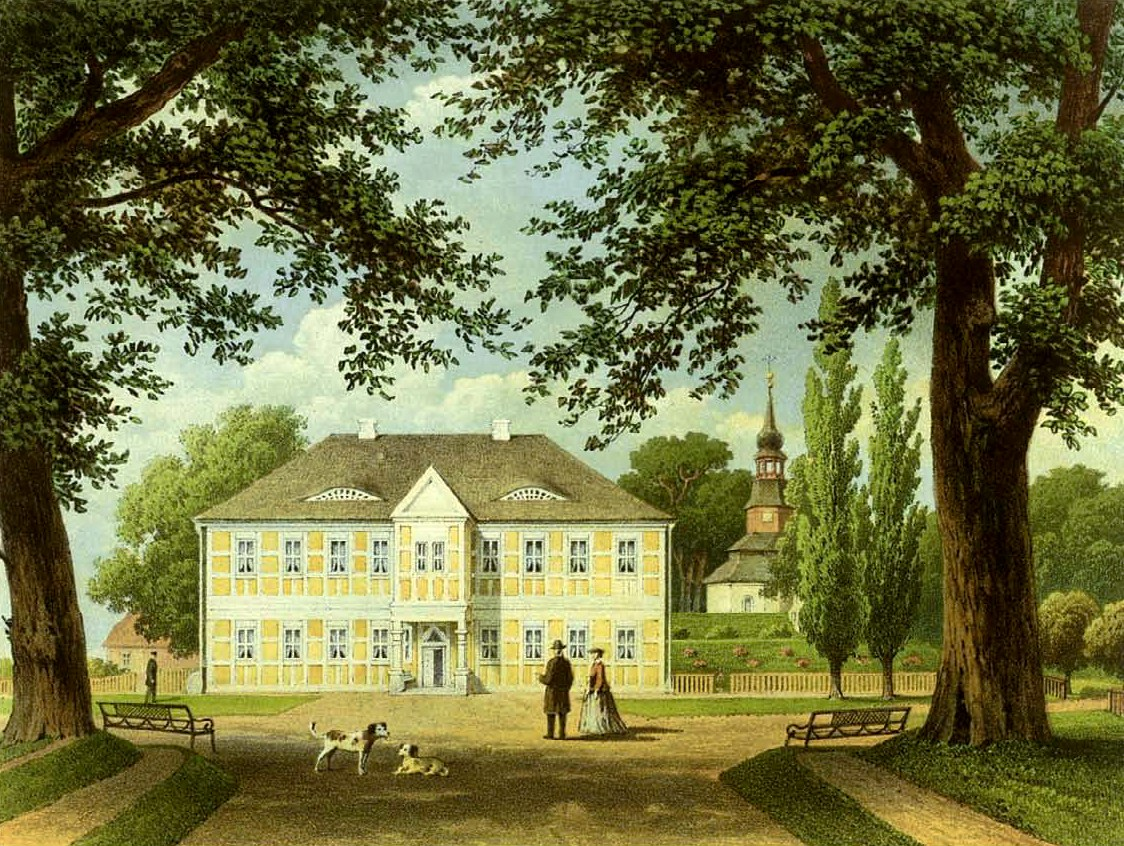